# La Fortune et la Mort du roi Ottokar
La Fortune et la Mort du roi Ottokar (Königs Ottokars Glück und Ende) est une tragédie en allemand en cinq actes de Franz Grillparzer publiée et représentée en 1825 à Vienne en Autriche.

## Argument
L'action de cette pièce de théâtre commence en 1261 lorsque le roi Ottokar se sépare de sa femme Margarethe. Cette séparation est selon lui due au fait que Margarethe ne peut pas avoir d'enfants, ce qui implique que le roi Ottokar n'ait pas d'héritier.
Ottokar se marie à Kunigunde, la petite fille de Béla, roi de Hongrie. Kunigunde devient ainsi la nouvelle reine. Cependant de nombreux sujets du roi désapprouvent ce mariage car il est fondé sur la trahison de Margarethe, leur ancienne reine.
Ottokar pense pouvoir accéder au statut d'empereur. Mais, à la grande surprise de tous, ce n'est pas lui qui est désigné empereur. En effet, des sujets du roi avaient auparavant informés les princes électeurs de la séparation d'Ottokar et de sa femme, par le biais d'une lettre adressée à l'évêque de Francfort. Rudolf est donc élu empereur, ce qui plonge Ottokar dans une colère noire.
Rudolf autorise Ottokar à conserver son pouvoir sur la Bohème et la Moravie à condition qu'il se mette à genoux devant lui afin de lui témoigner son allégeance. Cette scène a lieu dans la tente de Rudolf à l'abri des regards mais Zawisch, un sujet de Rudolf, ouvre un pan de la tente et tout le peuple voit son roi à genoux. Pour Ottokar, c'est une humiliation. Kunigunde, la nouvelle femme d'Ottokar, le renie à cause de son geste. Ottokar est la risée de ses sujets même qui ne le respectent plus.
Ottokar tient à venger son honneur et déclare la guerre à Rudolf. Il perd la guerre. Sa première femme Margarethe meurt et devant sa sépulture il observe des regrets envers ce qu'il a fait et essaye de se justifier devant son corps mort. Rudolf a donné l'ordre à ses sujets de ne pas tuer Ottokar. Néanmoins, Ottokar est assassiné par un sujet qui veut venger son père que Ottokar avait fait tuer.  
Rudolf triomphe de la guerre, il est un empereur bien-aimé. C'est ainsi que née la dynastie autrichienne des Habsbourg.  

## Représentations
La pièce est créée le 19 février 1825 au Burgtheater de Vienne.